# Krush.10
Krush.10（クラッシュ・テン）は、Krushの大会の一つ。2010年9月20日、後楽園ホールで開催された。

## 大会概要
ダブルメインイベントには、卜部兄弟が出場。ダブルメインイベント第1試合では兄・卜部弘嵩がK-1甲子園2009王者・野杁正明と対戦し、0-2の判定負け。ダブルメインイベント第2試合では弟・卜部功也が、K-1 WORLD MAX 2010 -63kg Japan Tournament王者・大和哲也と対戦し、1ラウンドにダウンを奪った上で3-0の判定勝ちを収めた。
Krush初の女子公式戦が行なわれ、佐々木仁子が真に3-0の判定勝ちを収めた

## 試合結果

### オープニングファイト
オープニングファイト第1試合 63kg契約 K-1ルール 3分3R
△  遠藤大翼 vs.  中村圭佑 △
3R終了 判定0-0（29-29、29-29、29-29）
オープニングファイト第2試合 55kg Fight K-1ルール 3分3R
○  匠 vs.  TARO ×
3R終了 判定3-0（29-25、30-25、30-25）
オープニングファイト第3試合 63kg契約 K-1ルール 3分3R
○  山崎秀晃 vs.  前田修 ×
1R 0:41 KO（右ストレート）

### 本戦
第1試合 60kg Fight K-1ルール 3分3R
○  藤鬥嘩裟 vs.  小澤量哉 ×
3R終了 判定3-0（30-27、30-27、30-27）
第2試合 63kg契約 K-1ルール 3分3R
○  TSUYOSHI vs.  武彦 ×
3R 2:39 KO（3ダウン：右ストレート）
第3試合 女子フェザー級 2分3R
○  佐々木仁子 vs.  真 ×
3R終了 判定3-0（30-26、30-26、30-25）
第4試合 55kg Fight K-1ルール 3分3R・延長1R
○  瀧谷渉太 vs.  水原浩章 ×
延長R終了 判定2-1（10-9、9-10、10-9）
※3R終了時 判定1-0（30-29、30-30、30-30）
第5試合 70kg Fight K-1ルール 3分3R・延長1R
○  川端健司 vs.  廣野祐 ×
延長R終了 判定3-0（10-9、10-9、10-9）
※3R終了時 判定0-0（30-30、30-30、30-30）
第6試合 70kg Fight K-1ルール 3分3R・延長1R
○  健太 vs.  渡辺雅和 ×
3R終了 判定2-0（30-29、29-29、30-28）
第7試合 70kg Fight K-1ルール 3分3R・延長1R
○  堤大輔 vs.  石黒竜也 ×
延長R終了 判定3-0（10-9、10-9、10-9）
※3R終了時 判定0-1（30-30、29-30、30-30）
第8試合 63kg契約 K-1ルール 3分3R・延長1R
○  大石駿介 vs.  AKIRA ×
3R終了 判定3-0（30-28、30-28、29-28）
第9試合 セミファイナル 63kg契約 K-1ルール 3分3R・延長1R
○  尾崎圭司 vs.  佐々木郁矢 ×
3R 1:28 KO（3ダウン：パンチ連打）
第10試合 ダブルメインイベント第1試合 63kg契約 K-1ルール 3分3R・延長1R
○  野杁正明 vs.  卜部弘嵩 ×
3R終了 判定2-0（29-28、29-29、30-29）
第11試合 ダブルメインイベント第2試合 63kg契約 K-1ルール 3分3R・延長1R
○  卜部功也 vs.  大和哲也 ×
3R終了 判定3-0（30-26、30-26、30-27）